# Karl Lürtzing

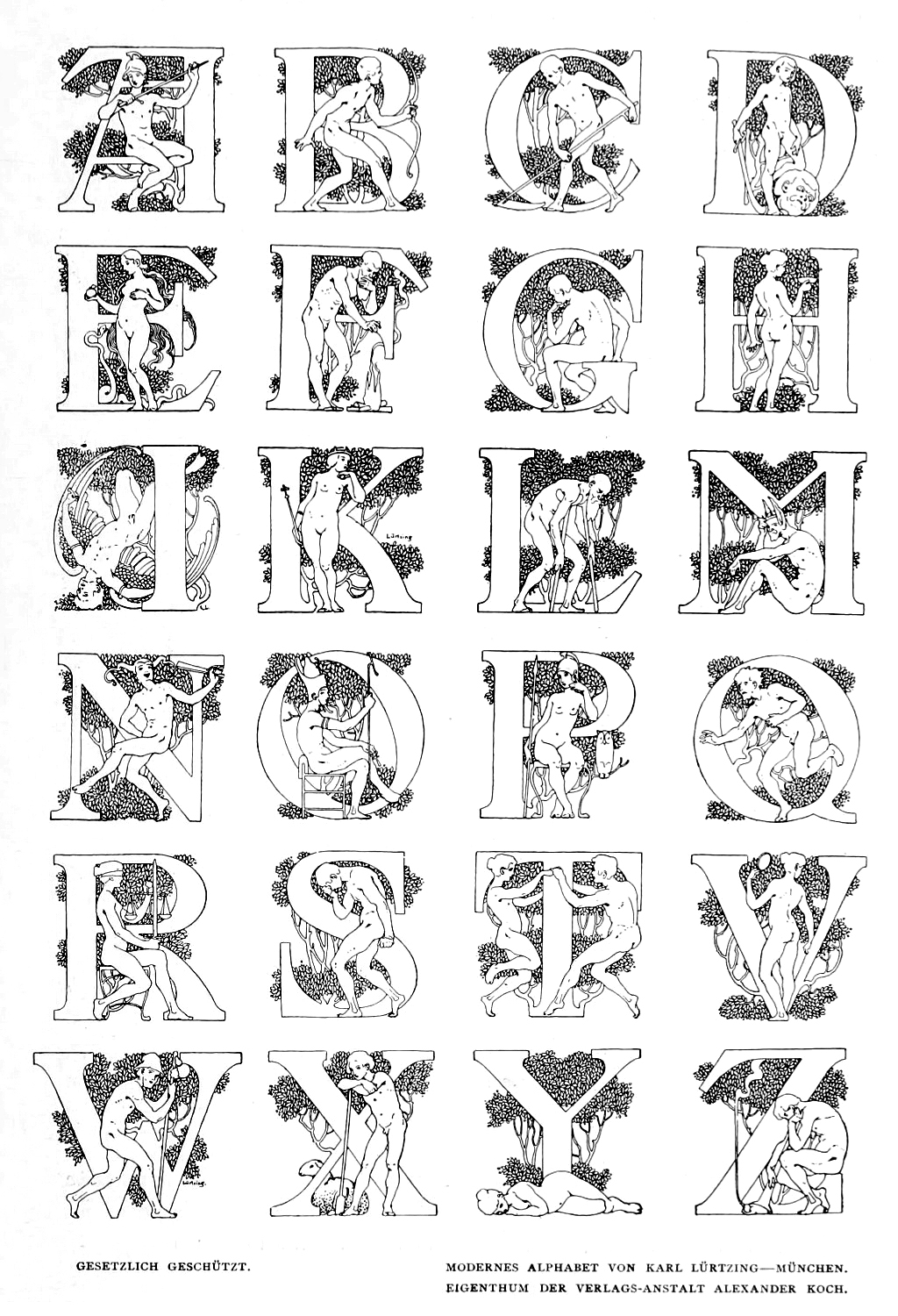
Modernes Alphabet 1900

Karl Lürtzing (* 4. Juni 1872 in Jüchsen/Sachsen-Meiningen; † 27. September 1911 in Erfurt) war ein deutscher Maler, Freskant und Radierer.
Karl Lürtzing studierte ab dem 2. November 1892 an der Königlichen Akademie der Künste in München bei Karl Raupp.
Er wurde Mitarbeiter der Zeitschrift „Jugend“, schuf mehrere Titelseiten. Er entwarf um 1900 dekorative Initialen (Anfangsbuchstaben) für die Zeitschrift „Deutsche Kunst und Dekoration“, die in der Verlagsanstalt Alexander Koch in Darmstadt und Stuttgart erschien.
Er war auch als Freskant tätig. 1896 nahm er an der Ausmalung der Hauptkuppel und des Kuppelsaales des Bayerischen Gewerbemuseums in Nürnberg teil. 1896–1897 schuf er auch Wandmalereien im Hörsaal.
1903 malte er Fresken im Sitzungssaal des Nürnberger Rathauses, die während des Zweiten Weltkrieges zerstört wurden.
Er starb im Alter von 39 Jahren.